# Lölling Sonnseite
Lölling Sonnseite ist eine Ortschaft in der Gemeinde Hüttenberg im Bezirk Sankt Veit an der Glan in Kärnten. Die Ortschaft hat 117 Einwohner (Stand 1. Jänner 2024). Zusammen mit Lölling Graben und Lölling Schattseite bildet sie den Ort Lölling.

## Lage
Die Ortschaft liegt im Osten des Bezirks Sankt Veit an der Glan, im Süden der Gemeinde Hüttenberg, in der Katastralgemeinde Lölling. Sie umfasst Streusiedlungen rechtsseitig im und oberhalb des Löllinger Grabens, einschließlich der Berghaussiedlung.

## Geschichte
Auf dem Gebiet der Steuergemeinde Lölling liegend, gehörte Lölling Sonnseite in der ersten Hälfte des 19. Jahrhunderts zum Steuerbezirk Althofen (Herrschaft und Landgericht). Bei Gründung der Ortsgemeinden im Zuge der Reformen nach der Revolution 1848/49 kam Lölling Sonnseite an die Gemeinde Lölling. Im Zuge der Gemeindestrukturreform 1973 kam der Ort an die Gemeinde Hüttenberg.

## Bevölkerungsentwicklung
Für die Ortschaft ermittelte man folgende Einwohnerzahlen:
- 1869: 65 Häuser, 735 Einwohner[2]
- 1880: 69 Häuser, 743 Einwohner (davon Stelzing 5 Häuser, 13 Einwohner)[3]
- 1890: 68 Häuser, 802 Einwohner (davon Stelzing 2 Häuser, 17 Einwohner)[4]
- 1900: 70 Häuser, 680 Einwohner (davon Stelzing 2 Häuser, 16 Einwohner)[5]
- 1910: 66 Häuser, 565 Einwohner (davon Stelzing 2 Häuser, 13 Einwohner; 1 Jagdhaus, 0 Einwohner)[6]
- 1923: 60 Häuser, 565 Einwohner (davon Stelzing 2 Häuser, 16 Einwohner; Alm 1 Haus, 0 Einwohner)[7]
- 1934: 510 Einwohner[8]
- 1961: 49 Häuser, 300 Einwohner (davon Jagdhaus Sauofenhütte 1 Haus, 0 Einwohner)[9]
- 2001: 62 Gebäude (davon 40 mit Hauptwohnsitz) mit 70 Wohnungen; 158 Einwohner und 6 Nebenwohnsitzfälle; 57 Haushalte; 1 Arbeitsstätte, 18 land- und forstwirtschaftliche Betriebe[10]
- 2011: 56 Gebäude, 130 Einwohner, 48 Haushalte, 2 Arbeitsstätten[11]
- 2021: 55 Gebäude, 123 Einwohner, 51 Haushalte, 4 Arbeitsstätten[12]

## Ortschaftsbestandteil Stelzing
Im Bereich der Ortschaft wurde zeitweise die Siedlung Stelzing, die zwischen dem Ortskern und dem Klippitztörl liegt, als Ortschaftsbestandteil ausgewiesen.

## Kultur und Sehenswürdigkeiten
Zur Ortschaft Lölling Sonnseite gehören einige denkmalgeschützte montanistische Gebäude: die Albert-Bremse, das ehemalige Spital und das ehemalige Bergamt.

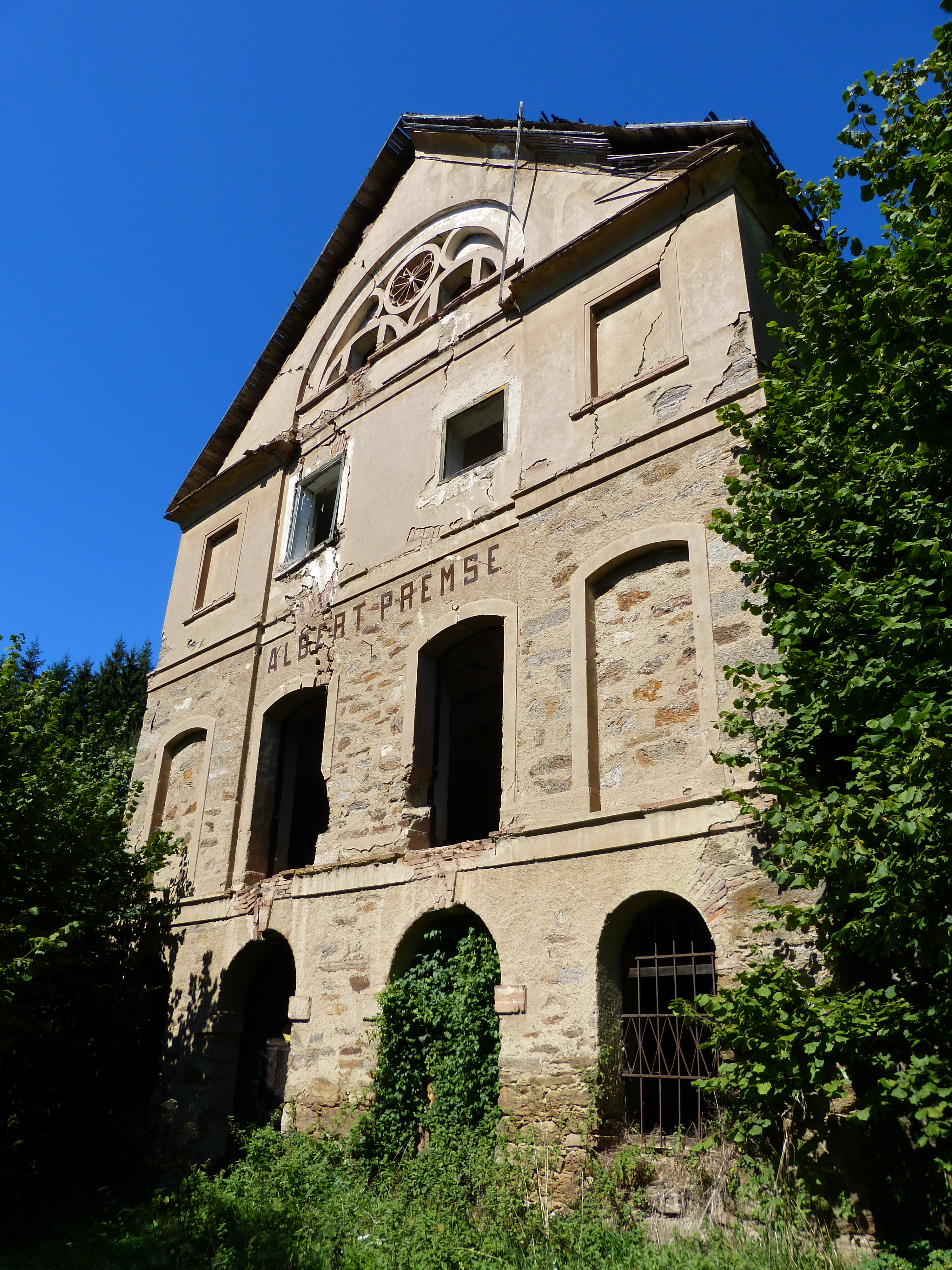
Albert-Bremse, Lölling Sonnseite Nr. 2
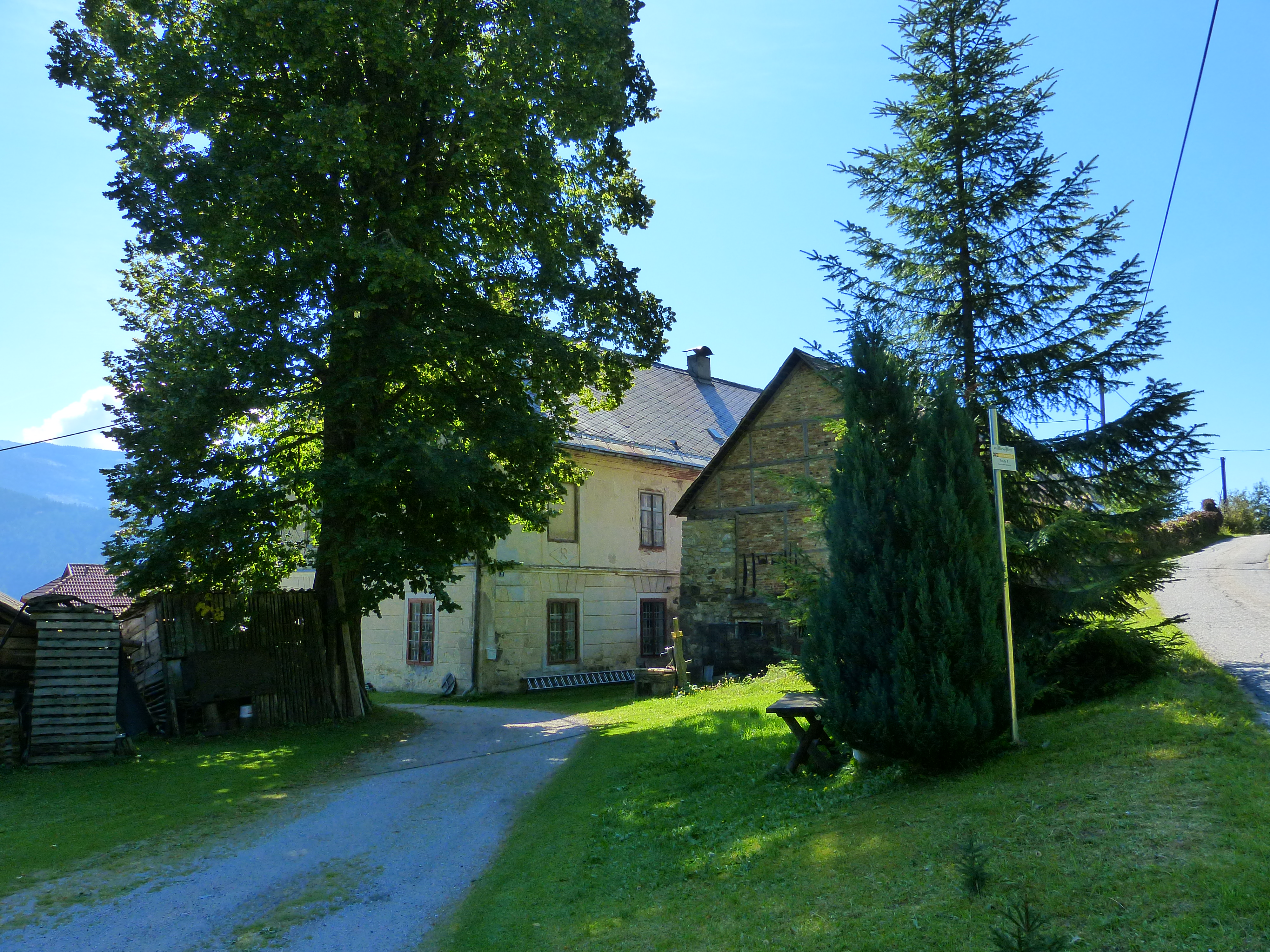
Ehemaliges Bergamt, Berghaussiedlung Nr. 9
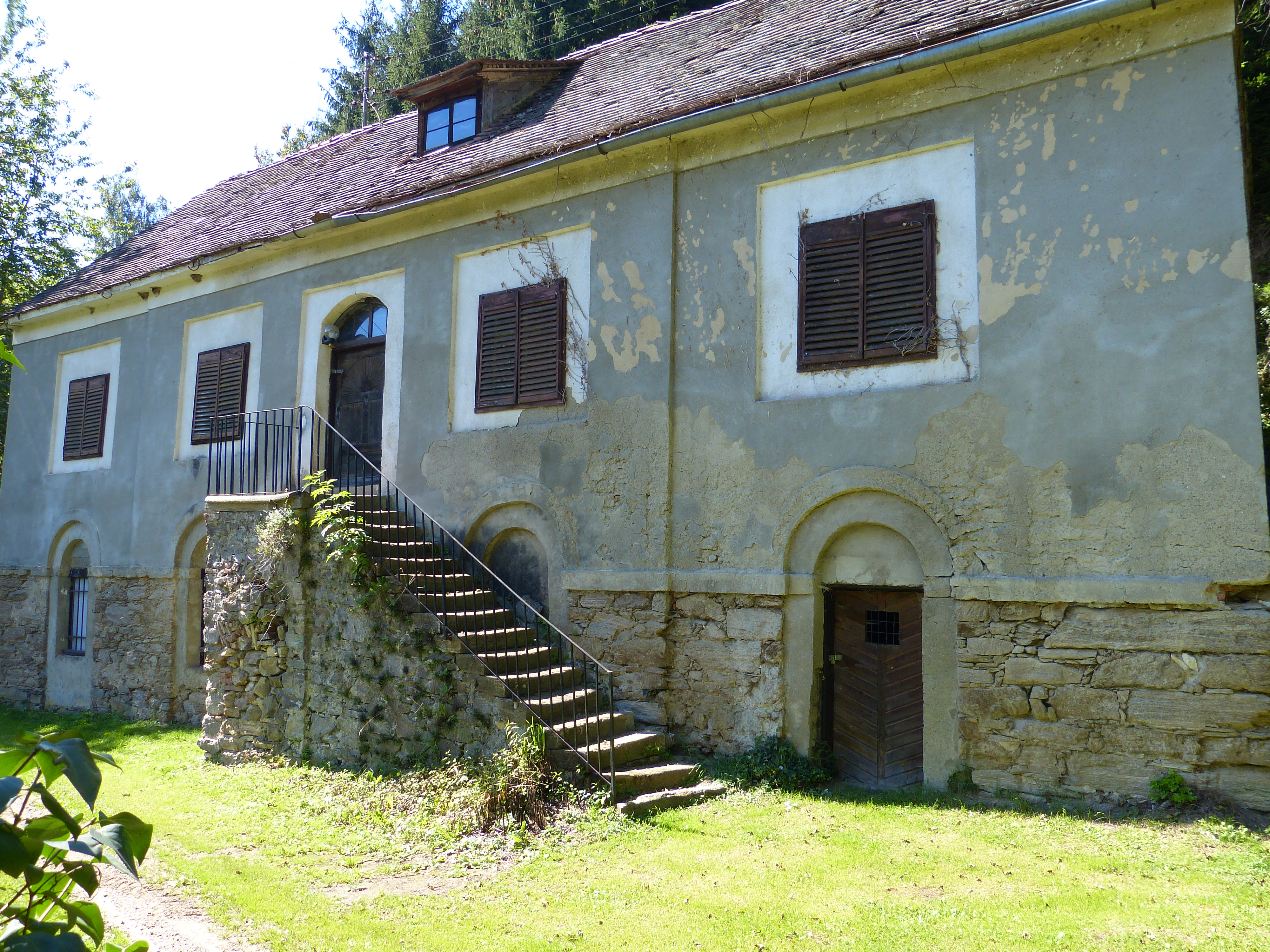
Spitalshaus, Lölling Sonnseite Nr. 5
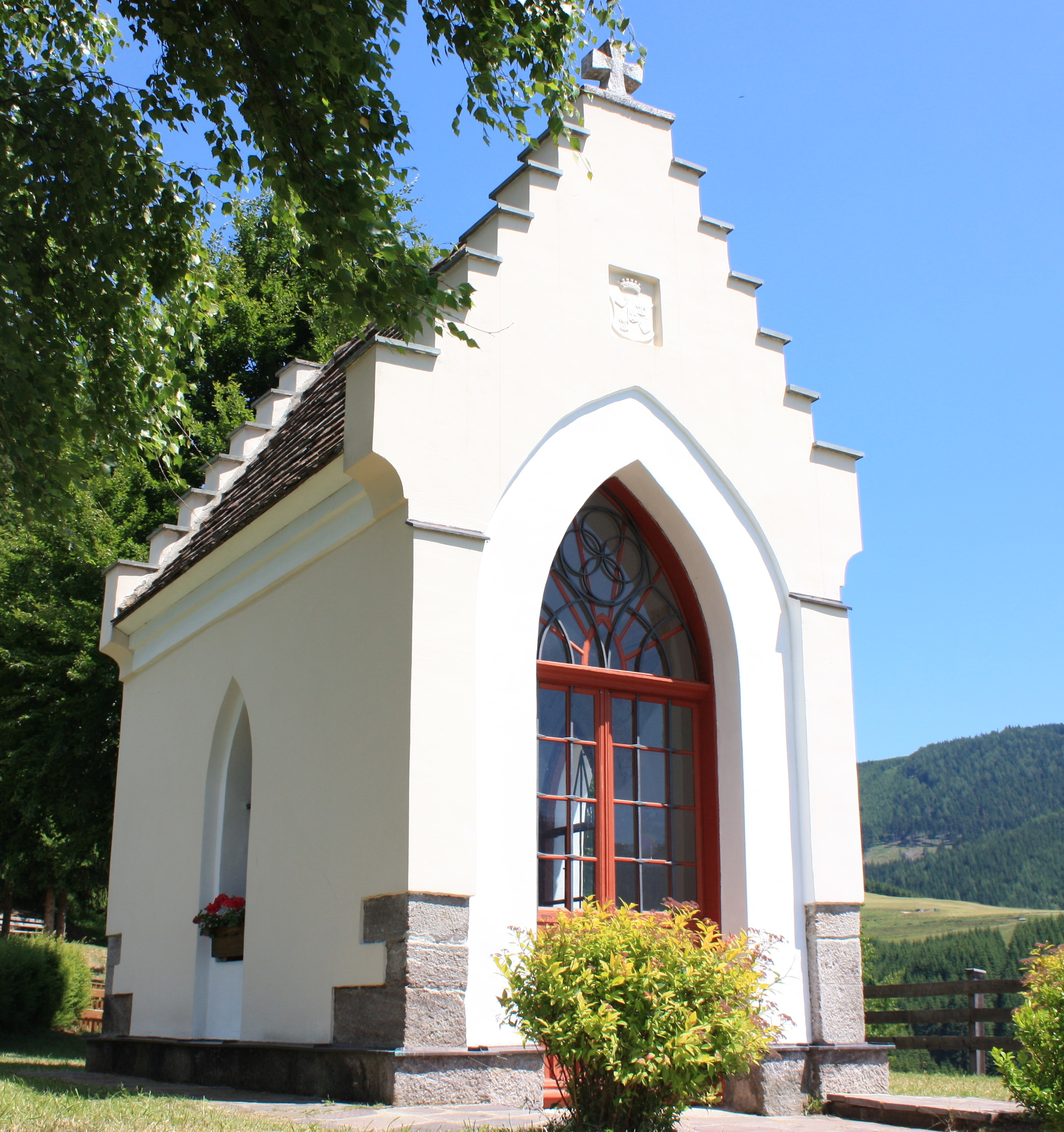
Barbarakapelle
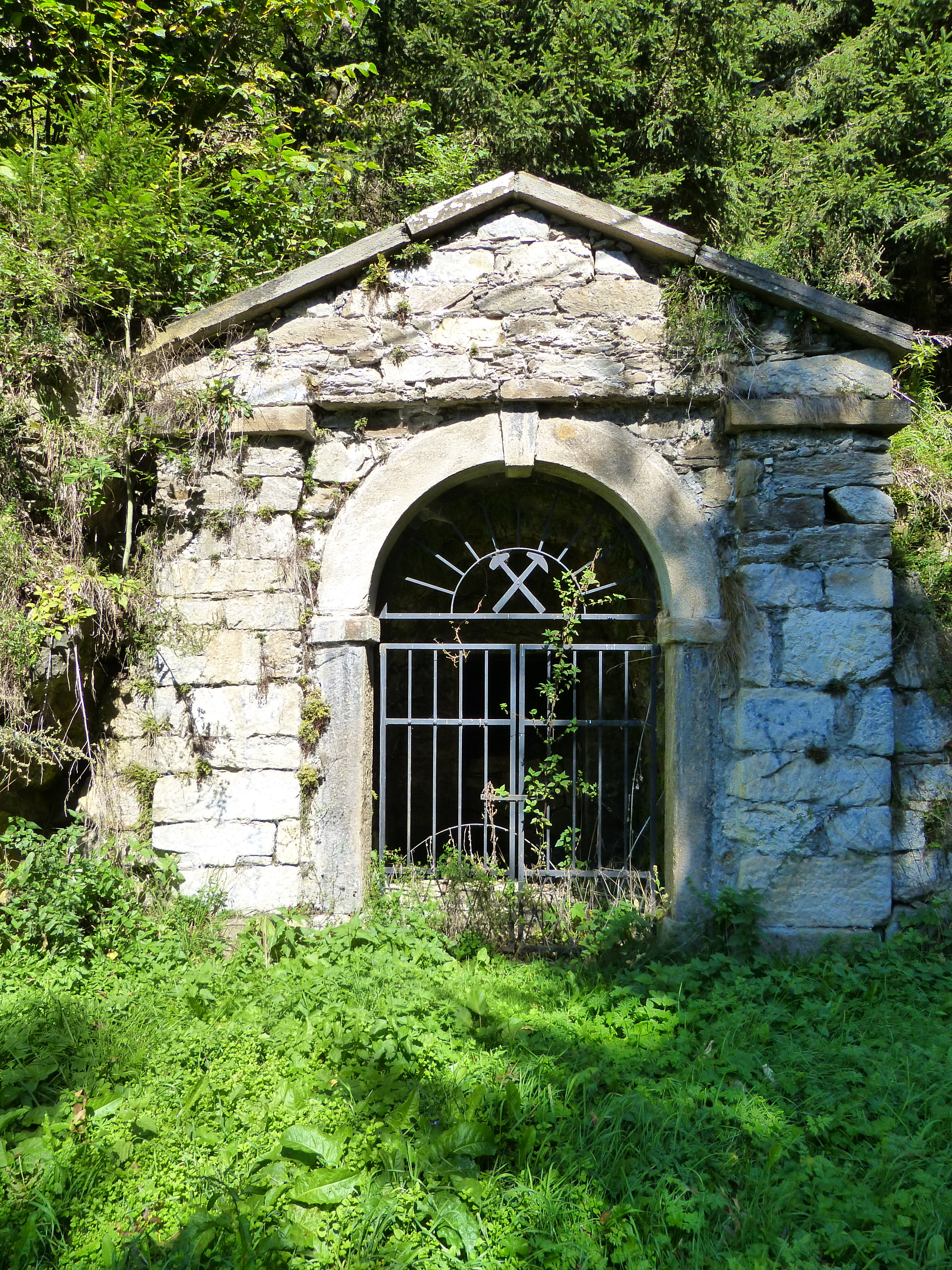
Mundloch des Erbstollens